# Pavel Grošelj
Pavel Grošelj [pável gróšelj], slovenski biolog, kulturni delavec in prešernoslovec, * 9. februar 1883, Ljubljana, † 26. januar 1940, Zagreb.

## Življenje in delo
Pavel Grošelj, brat pisateljice Marije Grošelj ter sin Jerneja in Katarine (rojena Vilfan), je leta 1906 na dunajski univerzi diplomiral iz biologije in leta 1907 tudi doktoriral. Od leta 1908 je bil profesor v Ljubljani na Prvi in Drugi moški gimnaziji in na ženskem liceju. Leta 1919 so mu zaupali predavanja iz mineralogije na začasnih tehniških visokošolskih tečajih, naslednje leto pa so ga imenovali za honorarnega predavatelja in leta 1923 za honorarnega docenta splošne biologije na Medicinski fakulteti v Ljubljani (MF). Tu je organiziral biološki inštitut in bil do smrti njegov predstojnik. Na MF so ga izvolili za izrednega profesorja leta 1931, vendar mesta ni sprejel, ostal je na srednji šoli in honorarni visokošolski učitelj.
Že v gimnaziji je pokazal veliko zanimanje za naravoslovje (v rokopisu so ostala njegova šolska predavanja) in pesniški dar (zvezek neobjavljenih pesmi). Kot stilist se je uveljavil že v zgodnjih naravoslovnih spisih (LZ, 1904–1905, 1910). Prve pesmi je objavil v Ljubljanskem zvonu (1902–1904). Napisal je primerjalno književno študijo Prešeren in Petrarka (1902) in se s predavanjem France Prešeren (1905) uvrstil med zgodnje prešernoslovce. Z govorjeno in pisano besedo je Grošelj dejavno posegal v boj za slovensko univerzo (v predavanjih že leta 1901 kot študent novinec na Dunaju), kot član vseučiliške komisije pa je v pripravah tudi neposredno deloval. Smrt mu je preprečila, da bi dokončal že skoraj opravljeno delo o živčevju skifomeduz, teoretične študije o promorfologiji organizmov in svoje življenjsko delo Splošna biologija.
Od leta 1908 je naravoslovje, matematiko in fiziko učil na Mestnem dekliškem liceju v Ljubljani, od leta 1922 pa biologijo na MF.
Dolga leta (vse od 1917) si je Grošelj prizadeval za slovensko poljudnoznanstveno revijo. Leta 1933 je prirodoznanska sekcija Muzejskega društva za Slovenijo začela na njegovo pobudo izdajati časopis Proteus in Grošlja izbrala za urednika. Bil je urednik znanstvenega glasila Prirodoslovne razprave (1931–1939). Njegovi izbrani naravoslovni spisi so izšli v knjigi Vesolje-Zemlja-Človek (1957). Pisal je tudi poljudne članke in razprave iz astronomije. V njegov spomin podeljuje Prirodoslovno društvo Slovenije od leta 1984 Grošljeve plakete.